# Кученяево (Мордовия)
Кученя́ево (эрз. Куцянвеле) — село в Ардатовском районе Мордовии, центр сельской администрации района.

## Географическое описание
Село построено вдоль берегов реки Малая Сарка (приток Суры), главным образом, на правом берегу. Высота центра населённого пункта — около 140 м. Расстояние до районного центра Ардатов (Мордовия) составляет 22 км, до железнодорожной станции Ардатов — 11 км. Административный центр Кученяевской сельской администрации, в которую также входят посёлок Заря (4 человека) и Ульяновка (2 человека).

## История
Впервые село Кученяево упоминается в «Приправочных книгах» Гневаша Норова 1613—1614 годов как «деревня Пахмусова, а Кученяева тож» Низсурского стана на речке Ичиксе. 
Название представляет собой антропоним, образовано от дохристианского мордовского имени Кученяй (или Куцяняй, Куцян, Куц).В «Книге письма и меры Д. Пушечникова и А. Костяева 1624—1626 годов Алатырского уезду татарским и буртасским и мордовским вотчинам бортным хожаям» отмечено, что выборным человеком при описании лесных угодьев от деревни Кученяева был Лукашка Кученяев. Имя Кученяй (Кучай) происходит от эрзянского слова «кучомс» (посланный, выбранный).
В начале XVII века в деревне Кученяева, Пахмусова тож, на речке Ичиксе насчитывалось 36 дворов земледельцев и промысловиков-станичников. В 1630-е годы служилая станичная мордва деревни Кученяева была переведена для охраны Буртасской дороги на новое место — в Верхосурский стан на речку Малую Сарку.
После строительства в 1647—1654 годах Карсунско-Симбирской сторожевой линии часть станичной мордвы из Кученяева, для несения дозорной службы, была перемещена в Завальный (Завалский) стан Симбирского уезда в верховья речки Тувармы (Туармы), где основала поселение Верхняя Мордовская Туварма (ныне село Коченяевка Вешкаймского района Ульяновской области).
Согласно данным переписи мордовских селений 1671 года, «деревня Кученяева на речке Сарке», насчитывавшая 22 жилых двора, являлась одним из крупных поселений Алатырского уезда.
В 1717 году в деревне проживало 446 душ обоего пола, в 1816 году — 815 душ. 
При создании Симбирского наместничества в 1780 году деревня Кученяева, дворцовых крещеной мордвы, входила в состав Алатырского уезда.
До 1797 года находилось в Дворцовом ведомстве, затем до 1863 года — в Удельном ведомстве.
В 1859 году переселенцами из Кученяева основали деревню Кученяевские Выселки (ныне Кученяево (Чувашия)).
В 1859 году деревня Кученяевка, удельных крестьян, входила в 1-й стан Алатырского уезда Симбирской губернии. было 175 дворов и проживал 1431 человек.
В 1867 году в Кученяеве была возведена каменная Казанская церковь и открыта церковно-приходская школа.
В конце XIX века в связи с малоземельем переселенцами из села Кученяево за рекой Сурой были основаны поселения — поселки Кученяево (Кученяевский Выселок на речке Бездне) и Борки, ныне входящие в Алатырский район Чувашской Республики. 
По подворной переписи 1910—1911 годов, в Кученяеве насчитывалось уже 494 двора, где проживали 3102 человека (1524 мужчины и 1578 женщин). 
К моменту Октябрьской революции в селе насчитывалось более 600 дворов, действовало 9 ветряных мельниц, 2 маслобойни, 3 лавки.
По переписи 1926 года, после переселения в 1925 году части жителей на дальнеполье и образования поселка Ульяновка (неофициальное название Мацкаль — от эрз. мазе каль — красивая ива) численностью более 50 человек, в Кученяеве проживало 2874 человека (1346 мужчин и 1528 женщин). В 1927 году на дальнеполье в урочище «Тужа (Тюжа) латко» («Коричневый овраг») был основан другой кученяевский посёлок — Заря (166 человек). 
В 1930 году в Кученяеве образован колхоз им. Сталина, с конца 1990-х гг. — СХПК «Победа».

## Население
| 2001 | 2002 | 2010 |
| ---- | ---- | ---- |
| 1069 | ↘899 | ↘763 |

По этническому составу большинство населения в 2001 году составляли мордва-эрзя.

## Известные уроженцы
Кученяево — родина учёных Н. В. Дугушкина, Ю. Н. Прыткова, кавалера двух орденов Славы П. М. Чембулаткина.

## Инфраструктура
В настоящее время в селе имеются средняя школа, Дом культуры, библиотека, медпункт, 4 магазина, школьный музей.

## Русская православная церковь
В 1992 году была восстановлена и повторно открыта церковь.

## Памятники
Памятник землякам, погибшим в годы Великой Отечественной войны